# Estadio Miguel Armas Cachique
El Estadio Miguel Armas Cachique también conocido como Estadio Municipal de Atalaya es un estadio de fútbol ubicado en la ciudad de Atalaya, distrito de Raymondi, provincia de Atalaya, departamento de Ucayali. 
Tiene una capacidad para 8,000 espectadores y actualmente es utilizado por los equipos atalayinos que participan en las fases distritales y provinciales de la Copa Perú. También se realizan torneos regionales como lo es la Copa Indígena

## Historia
Fue inaugurado el 31 de mayo de 2012 durante la gestión del entonces alcalde de la Municipalidad Provincial de Atalaya Francisco Mendoza de Souza.
El nombre del estadio se da en honor a un ciudadano atalayino que es considerado un ejemplo para toda la población: don Miguel Armas Cachique.